# Grande Mosquée de Ghardaïa
La Grande Mosquée de Ghardaïa est la plus ancienne mosquée de la ville de Ghardaïa, située au nord du désert de l'Algérie. Remontant à la fondation de la ville au XIe siècle et réputée pour son architecture, il s'agit de l'une des plus importantes mosquées historiques de l'Algérie, emblématique de la région du Mzab.
Surnommée « le phare spirituel », la Grande Mosquée est un lieu de vie essentiel de Ghardaïa et ses alentours, en jouant historiquement le rôle de fortification, d'école, d'hôtel de ville et de tribunal.

## Histoire
La fondation de la Grande mosquée est concomitante à celle du ksar (forteresse) de Ghardaïa en 1048 par des notables mozabites tels que Cheikh Mohamed Benyahia ou Cheikh Youcef Benyoumer. La ville de Ghardaïa est ensuite construite autour de la mosquée.
Au XVIe siècle, sous Cheikh Ammi Said, la mosquée connaît une extension.
Tout le long de son histoire, le rôle de la mosquée est essentiel à la région de Ghardaïa. En effet, elle tient à la fois le rôle de lieu d'enseignement religieux, d'hôtel de ville mais également de tribunal pour juger les différends selon la loi de l'islam (charia).

## Architecture
Nichée au point culminant de la vallée du Mzab, Grande Mosquée de Ghardaïa est réputée pour son architecture adaptée au désert et sa capacité à s'adapter aux besoins de la population urbaine.
La mosquée possède deux minarets. Le plus imposant, d'une hauteur de 23 mètres, a été construit au XVIe siècle. Il fait office de tour de guet,. Le second, plus petit, mesurant à peine six mètres, remonte à la fondation de la mosquée.
La mosquée dispose de deux salles de prière ainsi que de salles d'enseignement (appelées majlis par les Mozabites) dédiées à l'apprentissage du Coran. Elle abrite aussi des espaces de vie de la cité nécessaires à la défense du fort.